# Li-Ning Vietnam International Series 2024
Die Li-Ning Vietnam International Series 2024 im Badminton fand vom 12. bis zum 17. November 2024 in Bắc Giang statt.

## Sieger und Platzierte
| Disziplin    | Gold                                         | Silber                                         | Bronze                          |
| ------------ | -------------------------------------------- | ---------------------------------------------- | ------------------------------- |
| Herreneinzel | Kim Byung-jae                                | Wang Yu-kai                                    | Muhammad Reza Al Fajri          |
| Herreneinzel | Kim Byung-jae                                | Wang Yu-kai                                    | Bismo Raya Oktora               |
| Dameneinzel  | Kim Min-ji                                   | Kim Min-sun                                    | Ni Kadek Dhinda Amartya Pratiwi |
| Dameneinzel  | Kim Min-ji                                   | Kim Min-sun                                    | Vũ Thị Trang                    |
| Herrendoppel | He Zhi-wei Huang Jui-hsuan                   | Nguyễn Đình Hoàng Trần Đình Mạnh               | Chen Bo-yuan Cheng Chen         |
| Herrendoppel | He Zhi-wei Huang Jui-hsuan                   | Nguyễn Đình Hoàng Trần Đình Mạnh               | Chen Yu-che Tseng Ping-chiang   |
| Damendoppel  | Isyana Syahira Meida Rinjani Kwinara Nastine | Airah Mae Nicole Albo Eleanor Christine Inlayo | Yan Fei-chen Liang Ching-sun    |
| Damendoppel  | Isyana Syahira Meida Rinjani Kwinara Nastine | Airah Mae Nicole Albo Eleanor Christine Inlayo | Zih Ling-huang Wang Szu-min     |
| Mixed        | Trần Đình Mạnh Phạm Thị Khánh                | Chen Bo-yuan Liang Ching-sun                   | Edward Lau Shaunna Li           |
| Mixed        | Trần Đình Mạnh Phạm Thị Khánh                | Chen Bo-yuan Liang Ching-sun                   | Phạm Văn Trường Bùi Bích Phương |